# Archidiecezja Pelotas
Archidiecezja Pelotas (łac. Archidioecesis Pelotensis) – archidiecezja Kościoła rzymskokatolickiego w Brazylii. Należy do metropolii Pelotas wchodzi w skład regionu kościelnego Sul III. Została erygowana przez papieża Piusa X bullą Praedecessorum Nostrorum w dniu 15 sierpnia 1910.
13 kwietnia 2011 papież Benedykt XVI utworzył metropolię Pelotas podnosząc diecezję do rangi archidiecezji.